# Madum Å
Madum Å är ett vattendrag i Danmark.   Det ligger i Region Mittjylland, i den västra delen av landet, 270 km väster om Köpenhamn.
Ån flyter genom kommunerna Herning, Holstebro  och Ringkøbing-Skjern. Den mynnar ut i norra delen av Stadil Fjord.